# 莱奇
莱奇（法語：Lecci，法語發音：[lɛtʃi]）是法国南科西嘉省的一个市镇，属于萨尔泰讷区。

## 地理
莱奇（41°40'45"N, 9°19'3"E）面积27.41 平方千米，位于法国南科西嘉省，该省份位于科西嘉南部，后者为地中海西部的一座岛屿，也是法国的一个单一领土集体，位于法国大陆部分的东南面，意大利半島的西面，最临近的地块是撒丁岛。
与莱奇接壤的市镇（或旧市镇、城区）包括：韦基奥港、宗扎。

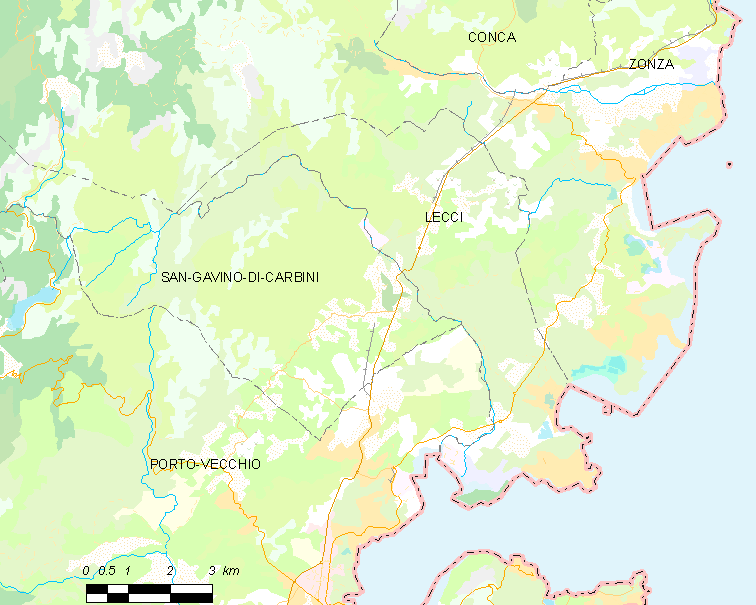
莱奇的OSM定位图

莱奇的时区为UTC+01:00、UTC+02:00（夏令时）。

## 行政
莱奇的邮政编码为20137，INSEE市镇编码为2A139。

## 政治
莱奇所属的省级选区为巴韦拉县。

## 人口

1962-2008年间莱奇人口变化图示

莱奇于2022年1月1日时的人口数量为2020人。